# Björn Firnrohr
Björn Firnrohr (* 8. Juni 1977 in Menden) ist ein deutscher Drehbuchautor.

## Leben
Firnrohr studierte Deutsche Philologie an der Universität zu Köln. Von 1998 bis 2000 war er als Script-Koordinator für die RTL-Serie Unter uns und von 2000 und 2003 als Story Editor für die ARD-Vorabendserie Verbotene Liebe tätig. 2002 folgte ein Auslandspraktikum im Bereich Storyline der australischen Seifenoper Neighbours. Anschließend war er Redakteur für die ARD-Vorabendserie Marienhof.
Seit 2006 arbeitet Björn Firnrohr als freier Drehbuchautor für TV-Produktionen wie Sturm der Liebe, Rote Rosen, Lena – Liebe meines Lebens, Hand aufs Herz, Alles was zählt oder Lindenstraße. Im Oktober 2016 wurde Firnrohr Chefautor der Telenovela Sturm der Liebe.